# Světví
Světví (německy Gschwendt) je osada, část obce Horní Stropnice v okrese České Budějovice v Jihočeském kraji. Nachází se asi 1,5 kilometru severovýchodně od Horní Stropnice. Vede jí silnice II/154. Světví leží v katastrálním území Horní Stropnice o výměře 6,88 km².

## Historie
První písemná zmínka o Světví pochází z roku 1279, kdy Albert ze Stropnice vesnici věnoval klášteru ve Zwettlu.

## Obyvatelstvo
| Rok            | 1869 | 1880 | 1890 | 1900 | 1910 | 1921 | 1930 | 1950 | 1961 | 1970 | 1980 | 1991 | 2001 | 2011 | 2021 |
| -------------- | ---- | ---- | ---- | ---- | ---- | ---- | ---- | ---- | ---- | ---- | ---- | ---- | ---- | ---- | ---- |
| Počet obyvatel | 61   | 155  | 167  | 181  | 204  | 188  | 159  | 59   | 117  | 150  | 111  | 115  | 110  | 89   | 69   |
| Počet domů     | 10   | 22   | 19   | 21   | 24   | 23   | 24   | 16   | 16   | 25   | 29   | 28   | 30   | 32   | 33   |

## Obecní správa
Při sčítání lidu v letech 1850–1950 Světví bylo osadou obce Mýtiny v okrese Kaplice. Od 16. června 1950 do 30. června 1960 bylo osadou obce Veveří v okrese Trhové Sviny. Od 1. července 1960 do 30. června 1980 bylo částí obce Horní Stropnice v okrese České Budějovice. Od 1. července 1980 do 30. dubna 2003 byla osada úředně zrušena a jako část obce Horní Stropnice byla obnovena 1. května 2003.

## Pamětihodnosti
- Boží muka (v evidenci a mapách NPÚ nenalezeny)
- Kaplička na návsi

## Zajímavosti v okolí
- Terčino údolí – empírový lázeňský dům Lázničky, umělý vodopád, rybníky
- Cuknštejn – tvrz u Terčina údolí stojí necelý kilometr od vsi

## Galerie

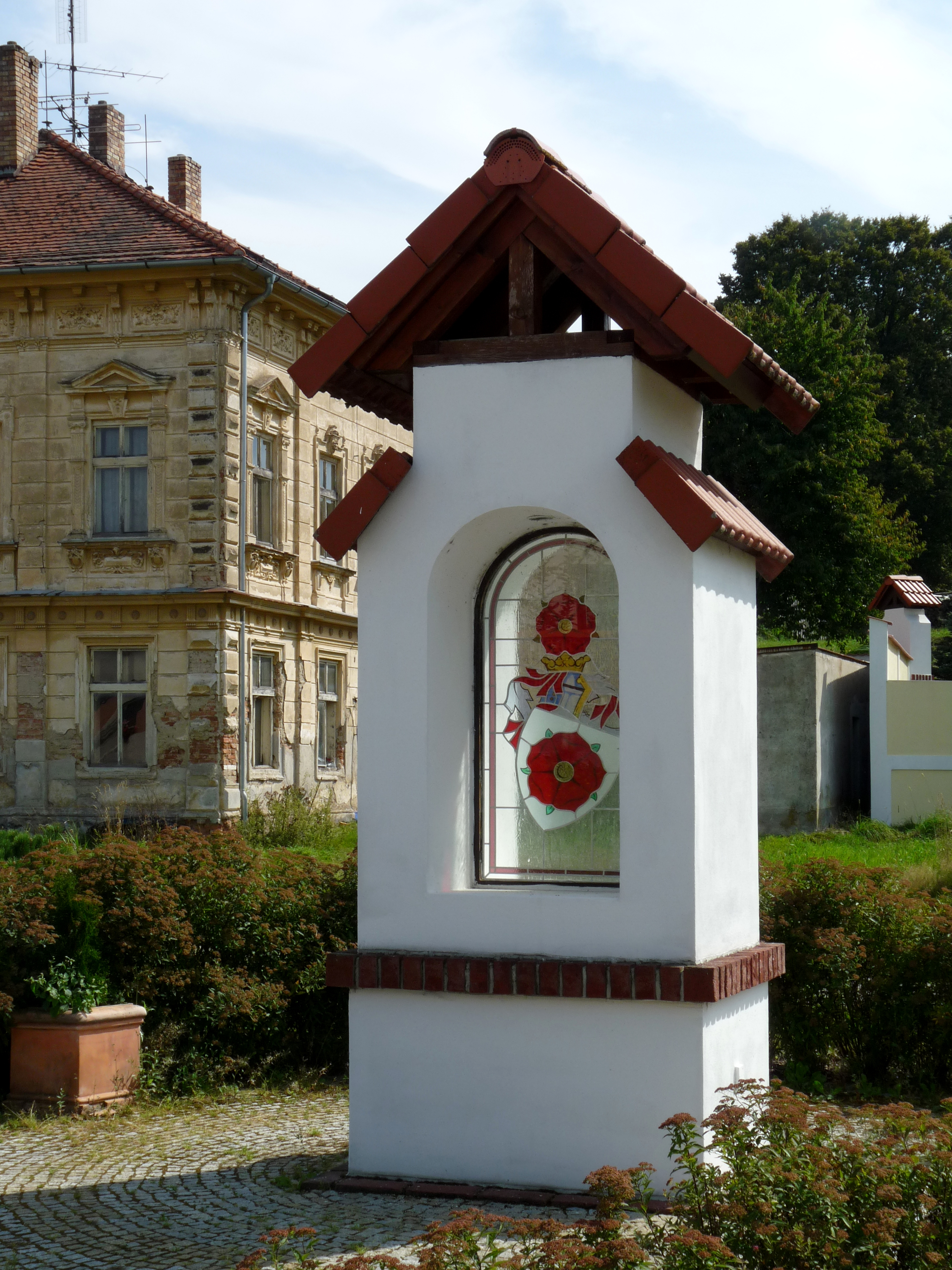
Kaplička
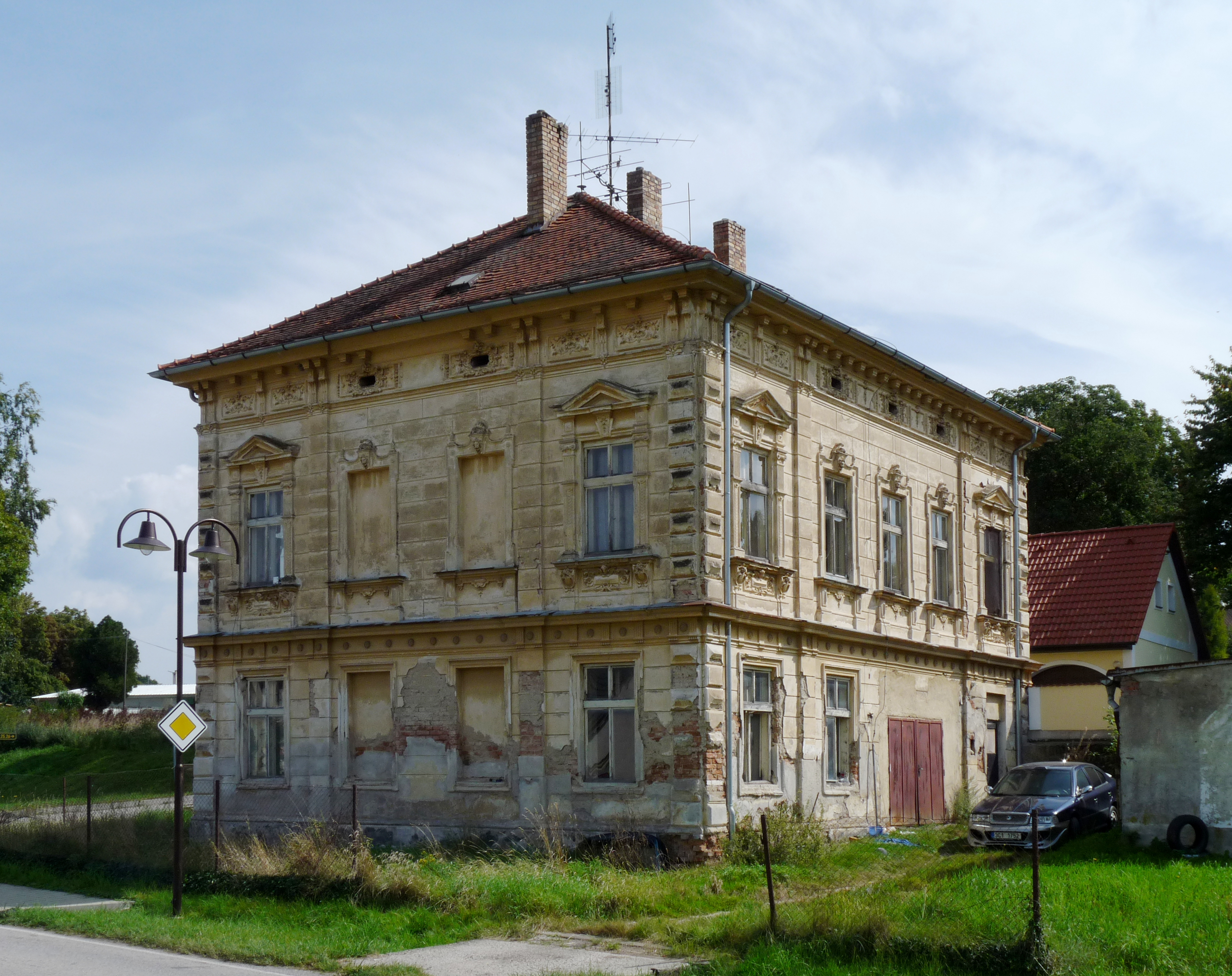
Dům čp. 8
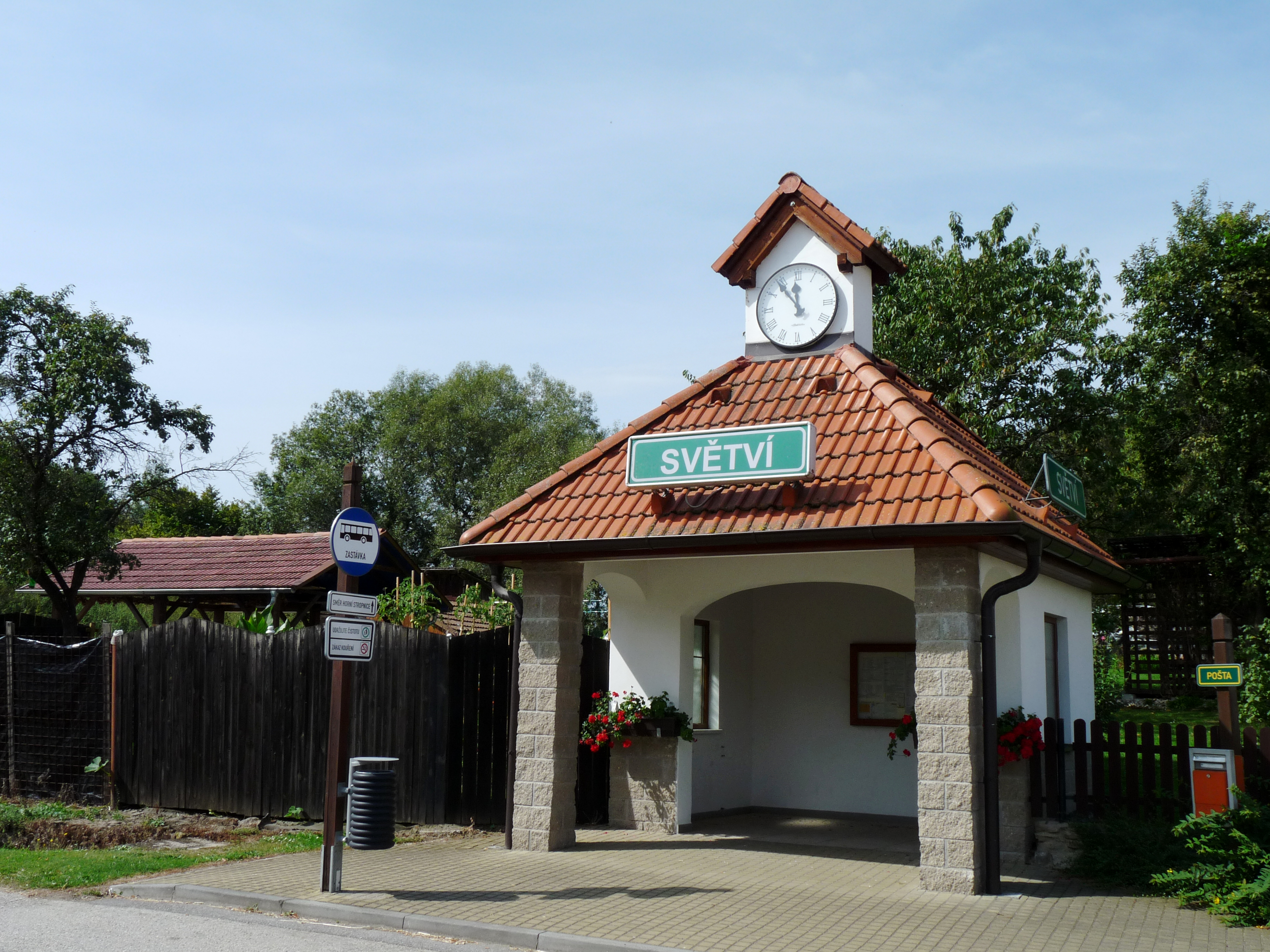
Autobusová zastávka
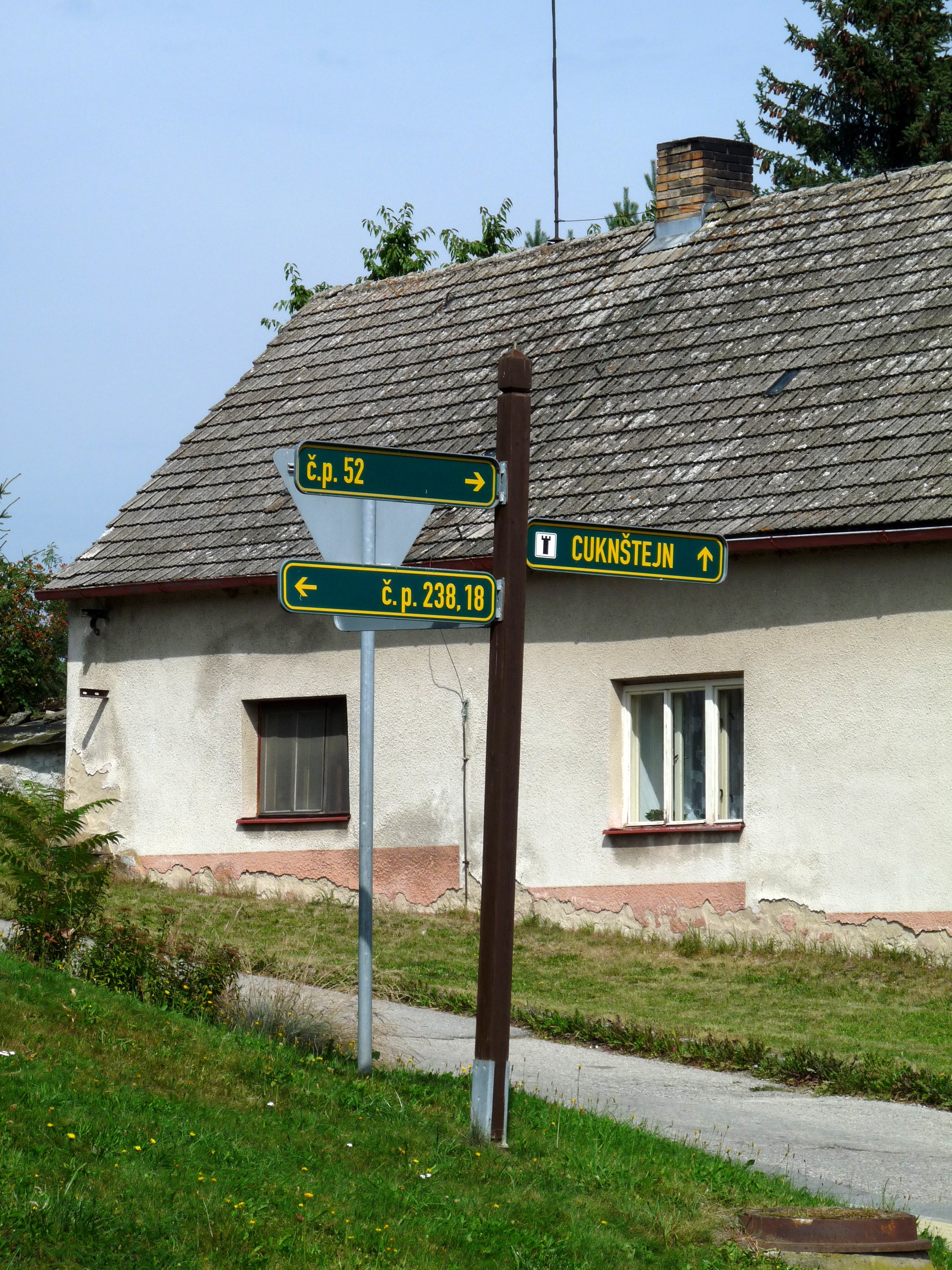
Rozcestníky ukazují cestu k jednotlivým domům